# ВАБ
ВАБ (фр. Véhicule de l'Avant Blindé) је лако оклопно борбено и амфибијско возило које је пројектовала ГИАТ наменска индустрија у Француској. Производња је почела 1976, а израђено је више од 5000 оклопњака.

## Развој ВАБ Мк1
Команда француске војске је почетком 1970-их донела одлуку да за потребе пратње тенкова АМХ-30 наручи израду оклопњака точкаша, који би били подршка оклопњацима гусеничарима АМХ-10Р. На ову одлуку битно су утицали економски разлози јер цена израда точкаша знатно нижа, мањи трошкови одржавања, предност у брзини и сл. На конкурс је 1974. године победио прототип фирме Сави/Рено од којих је поручено 4000 оклопњака. Прва серија је била испоручена 1976. године, након чега се месечно израђивало по 30-40 возила.
У предњем делу ВАБ-а налазе се возач и стрелац, лево и десно, који имају испред себе два стаклена отвора и тиме добру видљивост, такође, имају бочна врата као и кровни отвор. Мотор се налази иза возача, а иза сувозача – стрелца се налази пролаз до задњег дела оклопног возила, где је већи простор у коме се могу сместити на склопиве клупе 10 војника са комплетном опремом. Улаз и излаз у овом делу оклопњака се врши на двојним задњим вратима.
ВАБ је израђиван у две основне шасије са 4x4 и 6x6, од чега је ова друга била намењена за стране купце. Погонску групу чини мотор Рено МИДС 06.04.45 (220КС). Маса празног возила је 10.200 кг, а борбена 13.000 кг. Вешање је независно, а точкови су опремљени хидрауличним амортизерима. На ВАБ-у се налазе велики точкови 14.00 x 20 Мишлен XL. У води као амфибијско возило може да развије брзину од 7 км на час.
Као оклопна заштита на ВАБ-у се користе заварени ваљани панцирни челик који пружа заштиту од калибра 12,7 мм а са бока од 7,6 mm. Код ВАБ је примењено једно од првих решења у доњем делу профила возила за заштиту од мина коришћењем обрнутог трапезног облика (V), који се касније показао као добар у свету за ову намену. Међутим, пројектанти су са израдом овог профила имали више у виду побољшања амфибијских својстви возила.

### Варијанте
Од 1976. године ВАБ је непрестано унапређиван. Тренутно постоји 30 различитих варијанти, и то: ОТ, БВП, извиђачка, противавионска, носач минобацача, санитет, команда, инжињеријска, противоклопна и др.

## ВАБ НГ
ВАБ НГ је унапређена варијанта, код кога је повећана носивост на 14.200 кг, мотор је Рено МИДР 220 kW (300КС), повећан степен заштите омогућавањем уградње додатног оклопа од керамике који пружа заштиту од калибра 14,7 мм.

## ВАБ Мк2
ВАБ Мк2 је возило које је израђено 2010. године и слично је претходним моделима, с тим што је повећана носивост, подигнут степен заштите али и уграђене софтверске технологија. Ради се на две шасије 4x4 и 6x6, носивости 15.800 и 17.200 кг. Погонску групу чини мотор Renault Dxi 7 235 Kw (320КС). Ниво заштите је у складу са стандардом СТАНАГ 4569.

## ВАБ Мк3
ВАБ Мк3 је најновија варијанта (2012) која се ради на шасији 6x6, погонску групу чини дизел-мотор Рено 235-294 kW (320 -400 КС), носивост је повећана на 20.000 кг, а степен заштите је у складу СТАНАГ 4569.